# Estrella Q
Una estrella «Q» es una estrella compacta de neutrones con un exótico estado de materia. El término «Q» no debe asociarse con estrella de quarks , ya que «Q» no se refiere a quark sino a un número determinado de partículas (quantum). Las estrellas Q son confundidas con agujeros negros de masa estelar. Un candidato de este tipo sería el objeto compacto en el sistema V404 Cygni.
- Datos: Q1071174